# Mariä-Verkündigungs-Kathedrale (Latakia)
Die Mariä-Verkündigungs-Kathedrale oder Kathedrale Unserer Frau der Verkündigung (arabisch كنيسة سيدة البشارة للروم الملكيين الكاثوليك) ist die Kathedrale der Erzeparchie Latakia der melkitischen griechisch-katholischen Kirche in Latakia in Syrien.

## Standort
Die Kirche steht in der Altstadt von Latakia an der Nordseite einer Seitengasse etwa 50 m westlich der inoffiziell auch als „Amerikastraße“ (شارع الأميركان) bekannten, in Nord-Süd-Richtung verlaufenden Mutanabbi-Straße (شارع المتنبي), die auch die offizielle Anschrift ist.

## Geschichte
Die Errichtung der melkitischen Kathedralkirche in Latakia ist im Zusammenhang mit der Gründung des Erzbistums Latakia zu sehen, bei der es sich um das jüngste melkitische Erzbistum im antiochenischen Patriarchat handelt. Zuvor unterstanden die Melkiten des Gebiets dem Erzbistum Tripolis in Libanon. Das Erzbistum Latakia wurde im Jahr 1960 durch Ausgliederung gegründet, während das libanesische Erzbistum den Namen Tripolis beibehielt.
Die erste Kathedralkirche wurde 1962 unter dem ersten Erzbischof von Latakia Paul Aschkar gegründet. Die neue Kathedrale, die Kirche Unserer Lieben Frau von der Verkündigung, wurde 1990 unter Erzbischof Michel Yatim fertiggestellt.

## Architektur
Die melkitische Kathedrale von Latakia ist eine Basilika: Im Inneren befinden sich zwei Säulenreihen, welche die in drei Kirchenschiffe unterteilen. Durch die Reihen von Bogenfenstern an den Obergaden dringt Licht in die Kirche. Die Ikonostase besteht aus rosafarbenem Alabaster. Die Kirche bietet Platz für etwa 200 Personen.

## Bistum und Bischof
Die Kathedrale von Latakia ist Sitz der griechisch-katholischen Erzeparchie Latakia (Archieparchia Laodicena Graecorum Melkitarum). Sie umfasste im Jahr 2017 etwa 13.000 Gläubige in 18 Parochien mit 14 Priestern. Diözesanbischof ist seit dem 17. August 2021 der am 4. April 1959 geborene Erzbischof Georges Khawam. Pfarrer in Latakia ist Pater Laundius Kelzi (لاونديوس كلزي). Abgesehen von Latakia leben die meisten melkitischen Christen dieses Erzbistums in Safita (25 km von Tartus) und dem „Tal der Christen“ (Wadi an-Nasara) mit dem größten Ort Marmarita.